# 1925 في أستراليا
فيما يلي قوائم الأحداث التي وقعت خلال عام 1925 في أستراليا.

## سياسة

### تعيين في المنصب
- 29 يناير – بيل ديني Minister of Repatriation ‏.
- 30 مايو – هيربرت فير إيفات عضو الجمعية التشريعية نيو ساوث ويلز.

## رياضة
- 1 يناير – البطولات الأسترالاسية 1925

## مواليد

### يناير
- 1 يناير – جورج آرثر لاعب كرة قدم أسترالي.

### مارس
- 20 مارس – ديفيد وارن[1]

### يوليو
- 18 يوليو – شيرلي ستريكلاند[2]

### أغسطس
- 3 أغسطس – روبرت هاو لاعب كرة مضرب أسترالي.